# Mbanga
Mbanga ist eine Stadt in Kamerun mit 28.306 Einwohnern (2005).

## Geografie
Die Gemeinde liegt in der Region Littoral, etwa 50 Kilometer nordwestlich der ehemaligen Hauptstadt Douala.  Sie gehört zum Département Moungo.

## Verkehr
Mbanga liegt an der Fernstraße N5 und verfügt über einen Betriebsbahnhof der Camrail an der Bahnstrecke Duala–Nkongsamba.

## Wirtschaft
Das Wirtschaftsleben ist nicht sehr entwickelt, die meisten Einwohner sind als Kleinbauern für Kaffee oder Kakao tätig, entlang der Hauptstraße werden Dienstleistungen oder Straßenhandel angeboten.

## Bevölkerung
Die Bevölkerungsentwicklung der Stadt:
| Jahr          | Einwohner |
| ------------- | --------- |
| 1976 (Zensus) | 21.422    |
| 1987 (Zensus) | 24.545    |
| 2005 (Zensus) | 28.306    |

## Söhne und Töchter der Stadt
- Wilfried Ndollo Bille (* 2005), Fußballspieler